# Cinta (náutica)
En náutica, la cinta de una embarcación es el conjunto de tablones de madera o planchas metálicas más gruesas del forro que corre de popa a proa del casco, comprendida entre la regala y la línea de flotación sin carga.

## Descripción
Con mayor propiedad, se dice de las tracas que corresponden con las cubiertas, en particular la que está a la altura de la principal.
Las cintas son normalmente más gruesas cuanto más próximas se hallan a la línea de flotación y a la mitad del casco, en el sentido de su longitud.
En las embarcaciones menores se denomina cinta la hilada o traca que va colocada inmediatamente debajo de la regala. Muchas veces con objeto de que sirva de defensa del costado y a la vez de adorno, se redondea, formando bordón, la cinta de los botes.

## Tipos
| Cinta(s)                         | Descripción                                                   |
| -------------------------------- | ------------------------------------------------------------- |
| Principal (Primera, de la manga) | Es la inferior e inmediata a la línea del fuerte              |
| Maestras                         | Es el conjunto formado por la principal y la segunda          |
| Alta (de borda, de cabeza)       | Es la que va colocada a flor de las cabezas de las cuadernas. |
| Del agua                         | Es la que coincide con la línea de flotación                  |